# Języki semnani
Języki semnani – zespół językowy w obrębie języków północno-zachodnioirańskich.

## Klasyfikacja Merritta Ruhlena
Języki irańskie
- Języki zachodnioirańskie
  - Języki północno-zachodnioirańskie
    - Język medyjski†
    - Język partyjski†
    - Języki środkowoirańskie
    - Języki kaspijskie
    - Języki tałyskie
    - Języki zaza-gorani
    - Języki beludżi
    - Języki kurdyjskie
    - Języki semnani
      - Język semnani
      - Język sangisari

## Klasyfikacja Ethnologue
Języki irańskie
- Języki zachodnioirańskie
  - Języki północno-zachodnioirańskie
    - Języki beludżi
    - Języki kaspijskie
    - Języki środkowoirańskie
    - Języki kurdyjskie
    - Języki ormuri-paraczi
    - Języki tałyskie
    - Języki zaza-gorani
    - Języki semnani
      - Język lasgerdi
      - Język sangisari
      - Język semnani
      - Język sorkhei